# 유대균
유대균 (兪大均)(1971년 ~)은 세월호 참사이후 박근혜 정부로부터 참사의 책임자라고 지목 받아 4개월간 언론에 도배되어 세월호 진상을 덮는데 이용되었던  유병언의 장남이다.
세월호 침몰에 대한 핵심 관련자로 지목되면서, A급 지명수배자가 되었으며 유병언과 횡령·배임·조세포탈을 공모한 혐의로 3,000만원이었던 현상금이 1억까지 뛰면서 지명수배까지 올랐으며 아이원아이홀딩스의 대주주이다.